# The Album About Nothing
The Album About Nothing é o quarto álbum de estúdio do rapper norte-americano Wale, lançado a 31 de março de 2015 através da Maybach Music Group, Atlantic Records e Every Blue Moon. O disco estreou na primeira posição da tabela musical Billboard 200, dos Estados Unidos, com cem mil unidades vendidas na semana de estreia.

## Alinhamento de faixas
| N.º | Título                        | Compositor(es) | Produtor(es)                             | Duração |  |
| 1.  | "The Intro About Nothing"     | Olubowale Akintimehin Julian "JGramm" Gramma Brittany "Starrah" Hazzard                                                                     | JGramm                                   | 4:20    |  |
| 2.  | "The Helium Balloon"          | Akintimehin Dacoury Natche Feeney Sonny Uwaezouke                                                                                           | DJ Dahi Sonny Digital Frank Dukes (add.) | 4:47    |  |
| 3.  | "The White Shoes"             | Akintimehin Reese "Pro Reese" Cummings R.L. Altman III Maurice Barnett-Fenderson Andwele Gardner Titus Glover Jason Powers Emmanuel Riggins | Pro Reese                                | 4:30    |  |
| 4.  | "The Pessimist" (com J. Cole) | Akintimehin Jermaine Cole Osinachi Nwaneri                                                                                                  | Nwaneri                                  | 4:32    |  |
| 5.  | "The Middle Finger"           | Akintimehin Natche Dave "Glass Animals" Bayley                                                                                              | DJ Dahi Dave Glass Animals               | 4:00    |  |
| 6.  | "The One Time in Houston"     | Akintimehin Cummings Barnett-Fenderson James Harris Terry Lewis                                                                             | Pro Reese                                | 5:47    |  |
| 7.  | "The Girls on Drugs"          | Akintimehin Harris Janet Jackson Lewis Kevin Spencer                                                                                        | No Credit                                | 4:09    |  |
| 8.  | "The God Smile"               | Akintimehin Natche | DJ Dahi                                  | 5:16    |  |
| 9.  | "The Need to Know" (com SZA)  | Akintimehin Solana Rowe Hazard Gramma Carvin Haggins Robert Hebb Taalib Johnson                                                             | JGramm                                   | 3:36    |  |
| 10. | "The Success"                 | Akintimehin Jacob Dutton Samuel Barnes Nasir Jones Warren Lankford Annie Lennox Jean-Claude Olivier David Stewart                           | Jake One                                 | 2:57    |  |
| 11. | "The Glass Egg"               | Akintimehin Alex "Ayy Dot" Fonseca Burt Bacharach Darryl Brown Hal David Amel Larrieux Bryce Wilson                                         | Ayy Dot                                  | 4:47    |  |
| 12. | "The Bloom (AG3)"             | Akintimehin Stokley Williams Roy Hammond Julian Nixon Craig Balmoris                                                                        | Best Kept Secret Williams, (adi.)        | 5:22    |  |
| 13. | "The Matrimony" (com Usher)   | Akintimehin Usher Raymond IV Sam Dew Dutton Kahlil Abdul-Rahman Marcè Reazon                                                                | Jake One DJ Khalil Reazon                | 6:35    |  |
| 14. | "The Body" (com Jeremih)      | Akintimehin Jeremih Felton Kenneth Coby Cartier Grand Robert Kelly                                                                          | Soundz                                   | 3:52    |  |

## Desempenho nas tabelas musicais

### Posições
| Tabela musical (2015)                         | Melhor posição |
| --------------------------------------------- | -------------- |
| Estados Unidos - Billboard 200                | 1              |
| Estados Unidos - Billboard R&B/Hip-Hop Albums | 1              |
| Estados Unidos - Billboard Rap Albums         | 1              |